# Buffelhuvud
Buffelhuvud (Bucephala albeola) är en liten nordamerikansk and i samma släkte som kniporna. Den häckar i skogssjöar i norra Nordamerika. Vintertid flyttar den mestadels till USA:s östra och västra kuster. Fågeln har påträffats i Europa, men de flesta fynden anses utgöras av parkrymlingar, bland annat de i Sverige. Världbeståndet anses vara livskraftigt och i ökande.

## Utseende, fältkännetecken och läte

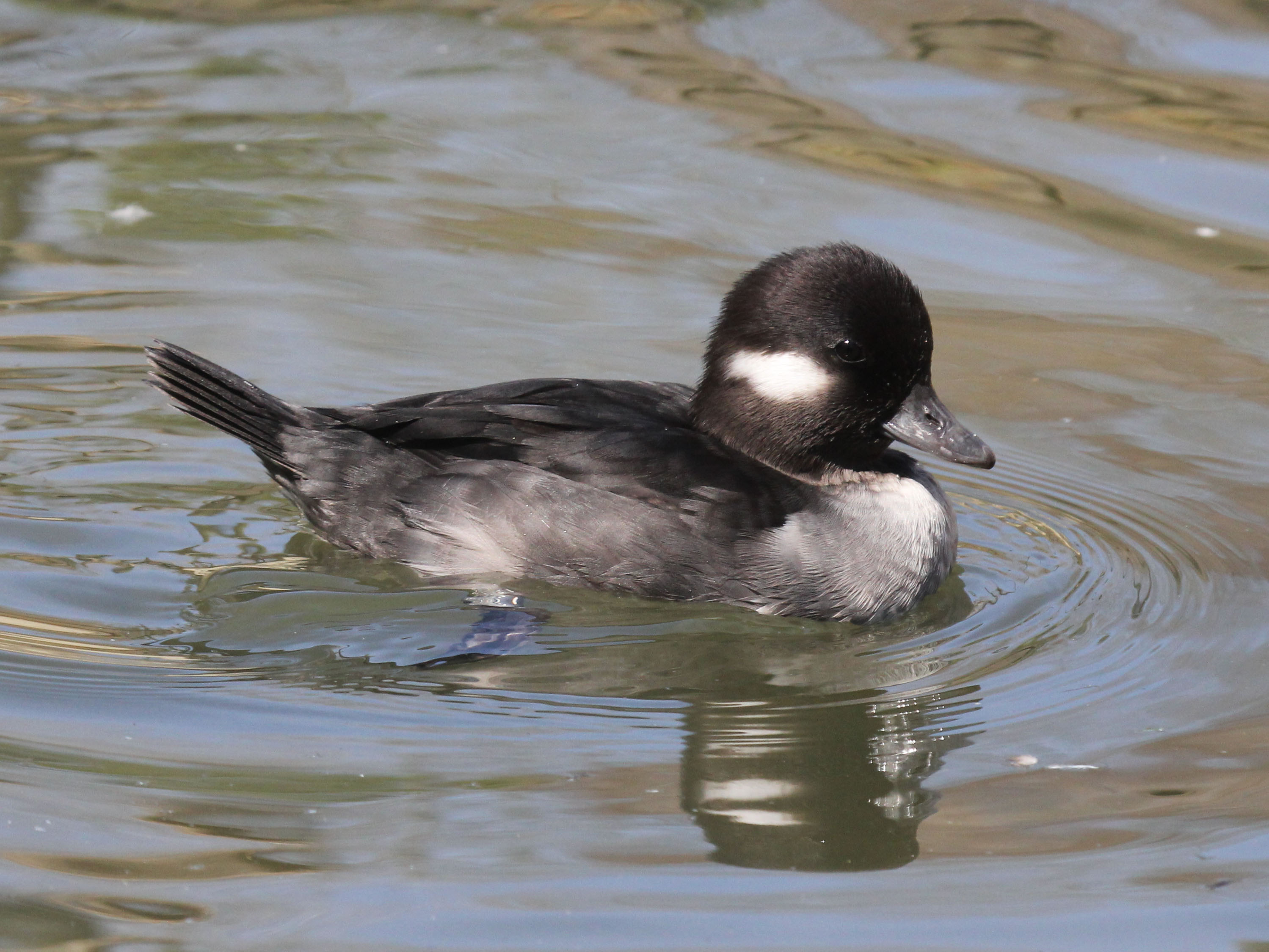
Adult ♀

Den adulta hanen har en kontrastrik fjäderdräkt med svart rygg, vit kropp, svart huvud med vita kinder och skära ben medan honans dräkt är gråbrun. I praktdräkt har hanen svart huvud och glänser i rött och grönt. Den mäter i genomsnitt mellan 40 och 45 cm. Hanen väger i genomsnitt 450 gram och honan 340 gram. Den får sin adulta dräkt under andra vintern.
Buffelhuvud är tystlåten utom under häckningssäsong då hanen grymtar högt eller tjattrar. Ofta hörs de i grupp. Dess flykt är snabb med ett surrande ljud, men vingarna är tysta. Den flyger lågt över vatten och högt över land.

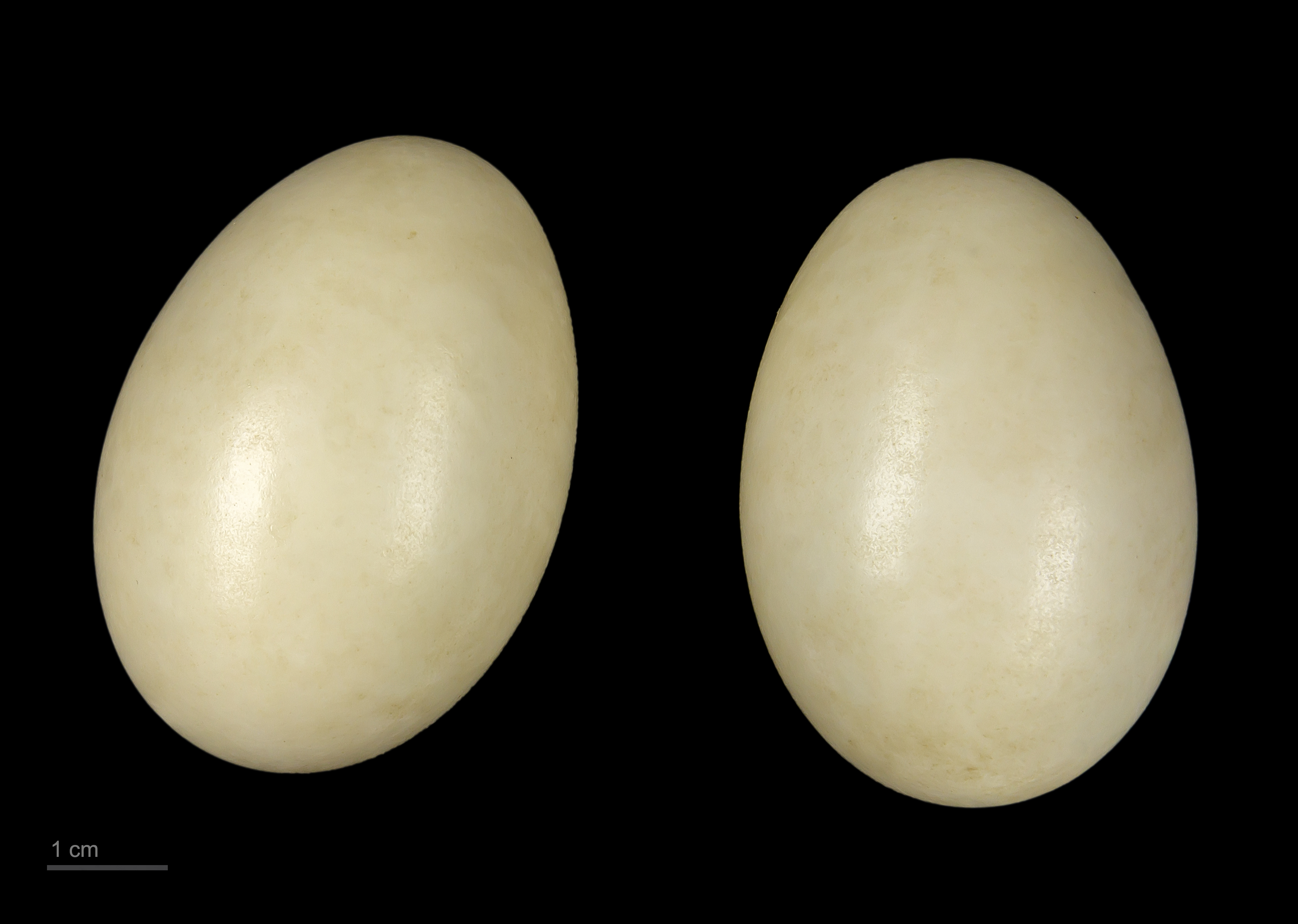
Ägg från buffelhuvud.

## Utbredning
Buffelhuvud häckar i Nordamerika i Alaska, Kanada, USA så långt söderut som till USA:s prärier och från British Columbia till östra Québec. Merparten av världsbeståndet består av flyttfågel som har sina vinterkvarter i marina miljöer på väst- och östkusten i USA men återfinns om vintern även i USA:s inland och i Mexiko.

### Introducerade bestånd
Buffelhuvud introducerats på flera håll i Europa. I Sverige har den påträffats åtta gånger fram till och med 2019. BirdLife Sveriges raritetskommitté har dock gjort bedömningen att ingen av dessa individer kan med säkerhet sägas ha ett vilt ursprung.

## Ekologi

### Biotop
Dess häckningsbiotop är skog nära små dammar eller sjöar. På vintern vistas de i grunda och skyddade vatten i flodmynningar och vikar, även i kustlaguner med ler- och grusbotten.

### Häckning
Honan är trogen födelse- och häckningsplatsen och använder samma bo år efter år. Boet placeras i trädhålor i skog nära insjöar. Honan lägger sju till elva blekt gula eller olivgröna ägg och ruvar dem i ungefär en månad. När ungarna är kläckta stannar de bara ett dygn i boet men blir hos honan, som ensam tar hand om dem i mellan 50 och 55 dygn efter kläckning. Honan matar aldrig ungarna men försvarar området där ungarna söker föda. Buffelhuvudet föder upp en kull per år. Buffelhuvud lever vanligtvis i monogama förhållanden.

### Föda
Buffelhuvud hämtar sin föda i grunda vatten och samlas i flockar på mellan fem och femtio individer. Buffelhuvud söker föda både i söt- och saltvatten. Dess huvudsakliga föda består av insekter, mollusker och kräftdjur. Även frön och vattenväxter ingår i dieten.

## Status och hot
Arten har ett stort utbredningsområde och en stor population, och tros öka i antal. Utifrån dessa kriterier kategoriserar IUCN arten som livskraftig (LC). Sportskytte och förlust av häckningshabitat beroende på kalhyggen utgör dock hot mot beståndet. Världspopulationen uppskattas till 1,3 miljoner vuxna individer.